# Comté de Carroll (New Hampshire)
Pour les articles homonymes, voir Comté de Carroll.
Le comté de Carroll, en anglais : Carroll County, est un comté situé dans l'est de l'État américain du New Hampshire. Fondé le 20 décembre 1840, son siège de comté est la ville d'Ossipee. Selon le recensement de 2020, sa population est de 50 107 habitants, estimée, en 2017, à 48 064 habitants. Le comté est baptisé  en référence à Charles Carroll de Carrollton.

## Géographie
La superficie du comté est de 2 570 km2, dont 2 419 km2 est de terre. Le lac Winnipesaukee, le plus grand lac de l'État, se trouve dans le comté.

### Comtés voisins
|                  | Comté de Coös      | Comté d'Oxford |
| Comté de Grafton | comté de Carroll   |                |
| Comté de Belknap | Comté de Strafford | Comté de York  |

## Démographie
Lors du recensement de 2010, le comté comptait une population de 47 818 habitants. Elle est estimée, en 2017, à 48 064 habitants.
| Groupe            | Comté de Carroll | New Hampshire | États-Unis |
| ----------------- | ---------------- | ------------- | ---------- |
| Blancs            | 97,5             | 93,1          | 72,4       |
| Métis             | 1,1              | 1,6           | 2,9        |
| Asiatiques        | 0,6              | 2,5           | 4,8        |
| Afro-Américains   | 0,3              | 1,4           | 12,6       |
| Amérindiens       | 0,3              | 0,2           | 0,9        |
| Autres            | 0,2              | 1,0           | 6,4        |
| Total             | 100              | 100           | 100        |
|                   |                  |               |            |
| Latino-Américains | 1,0              | 2,8           | 16,7       |

Selon l'American Community Survey, pour la période 2011-2015, 97,13 % de la population âgée de plus de 5 ans déclare parler l'anglais à la maison, 0,67 % le français, 0,83 % l'espagnol et 1,37 % une autre langue.